# Figli e amanti (romanzo)
Figli e amanti (titolo orig. Sons and Lovers) è il terzo romanzo dello scrittore inglese D. H. Lawrence, pubblicato nel 1913. Sebbene avesse ricevuto inizialmente un'accoglienza tiepida, accompagnata da accuse di oscenità, oggi è considerato un capolavoro del XX secolo e uno dei migliori lavori dell'autore. 
L'opera parla dei conflitti interiori di Paul Morel, il protagonista, attraverso le soffocanti relazioni con una madre esigente e due amanti diverse, le quali esercitano delle complesse influenze nel percorso maturativo della sua virilità. Ci racconta molto sulla vita di Lawrence e le sue fasi, per primo quando perdette la madre nel 1910, alla quale era particolarmente legato; e poi quando incontrò Frieda Richtofen, al tempo che iniziò a concepire altri romanzi, The Rainbow e Women in Love, che ebbero maggiore enfasi sessuale e maturità.
Nella sua prima edizione il libro fu pesantemente rimaneggiato da Edward Garnett, a cui peraltro è dedicato il romanzo, che ne cancellò un'ottantina di brani, circa un decimo della lunghezza. Fu solo nel 1922 che il romanzo fu pubblicato in una versione che recuperava il testo integrale originale. Il libro è stato tradotto in 30 lingue.

## Trama
Nel testo viene messo in risalto l'attaccamento quasi morboso che una madre prova verso il proprio figlio prediletto, non essendo amata dal marito: è il complesso di Edipo da poco messo chiaramente in luce dalla psicoanalisi di Sigmund Freud. Il rapporto affettivo che lo tiene legato diventerà sempre più per il giovane una catena fisica e psicologica, condizionandolo fino a rovinargli completamente l'esistenza.

### Prima parte
Gertrude Coppard è una giovane donna raffinata proveniente da una buona famiglia di stampo borghese; al ballo di Natale incontra un rozzo minatore di nome Walter Morel, con cui entra presto in una storia d'amore con lui caratterizzata più che altro da semplice passione fisica. Ma poco dopo il matrimonio inizia a rendersi conto delle difficoltà di vivere col suo solo misero stipendio in una casa in affitto nel Derbyshire.
L'uomo, d'indole violenta ed assente e che non prova quasi nessun attaccamento per la moglie, ogni giorno dopo il lavoro va al pub, cosicché gli capita spesso di tornare tardi a casa ubriaco fradicio. Gertrude, allora, comincia a riversare tutto il suo affetto sui due suoi figli, William e Paul.
Inizialmente il complesso edipico di Mrs. Morel si rivolge solo sul figlio maggiore, William, ma alla morte di questi per una polmonite contratta a Londra (dov'era andato per cercar un posto di lavoro) è Paul che subisce il legame morboso, esclusivo ed egoistico della donna.

### Seconda parte
Paul, pur temendo di lasciare da sola la madre, vuol nel contempo andar a vivere per conto proprio, alla ricerca della normale autonomia ed indipendenza finanziaria e sentimentale: ma l'attaccamento reciproco risulta esser talmente forte da rovinare in parte la vita del giovane Paul che non riesce a staccarsi dall'ala materna, la quale condiziona ogni sua azione e rapporto col mondo femminile.
Quando incontra Miriam, una ragazza di campagna, stringe con lei una profonda amicizia che presto si trasforma in un sentimento più profondo; i due fanno lunghe passeggiate assieme conversando sui libri letti e su altri argomenti intellettuali (il giovane uomo si dedica a vari hobby, tra cui l'ippica e la pittura). Le pressioni della madre di Paul però lo costringono ad arrivare ad odiare e in seguito ad abbandonare la ragazza, pur avendo avuto per un breve lasso di tempo intenzione di sposarla.
La successiva relazione amorosa è con Clara Dawes, una giovane ragazza sposata ma che vive separata dal marito Baxter, di simpatie femministe ed attivista per i diritti delle donne, anche se non coinvolta direttamente nelle manifestazioni di protesta - per il suo modo di fare sprezzante e superiore è soprannominata Regina di Saba. Riescono a passare insieme un fine settimana e ad avere un rapporto sessuale; ma anche questa relazione è fatalmente destinata al fallimento e il loro rapporto viene oscurato dalla presenza incombente del marito di lei, col quale gli capita anche di avere un forte litigio.

### Terza parte
Paul deve però tornare al capezzale della madre malata di tumore e il medico ritiene che non sarebbe vissuta a lungo, pur rifiutandosi di morire; egli sembra inconsciamente desiderarne la morte per sfuggir finalmente alla sua influenza ma, tuttavia, non sembra esser capace d'immaginarsi in un mondo senza di lei.
Alla morte della madre, per una dose eccessiva di morfina che Paul le ha somministrato egli, nonostante il comportamento patologico della donna che gli ha causato la rovina delle sue storie affettive e della propria giovinezza, rimane profondamente scosso, tanto che ogni cosa per lui sembra perdere di significato e autentica realtà.
Clara è oramai tornata definitivamente col marito e Paul sviluppa a poco a poco idee di suicidio; dopo un ultimo incontro con Miriam l'uomo sembra decidersi ad un nuovo inizio senza la presenza incombente della figura materna.

## Personaggi
Walter Morel
marito di Gertrude e padre dei figli William, Annie, Paul e Arthur. Di umili origini, incarna la figura del capofamiglia patriarcale, intransigente, rigido e inemotivo. Per queste ragioni è incapace di legare emotivamente coi figli e di intervenire nelle loro faccende private, mantenendo sempre un certo distacco. Tuttavia, dimostra più volte di essere legato alla propria famiglia, dimostrando di tenerci sia alla morte del figlio William e della moglie Gertrude, alle quali reagisce con confusione e disorientamento per la sua capacità di gestire ed esprimere ciò che prova.
William Morel
figlio maggiore di Gertrude, bello e intelligente; ha dovuto sopportare in gioventù la natura manesca del padre. Concluse le scuole, dove è stato sempre il primo della sua classe, si mette a lavorare come impiegato mandando lo stipendio alla madre; gli capita di frequentare varie ragazze, ma con nessuna di esse sviluppa una storia seria. Infine a Londra si ammala e muore. Annie Morel
unica figlia femmina della famiglia Morel; dimostra un particolare attaccamento alla madre per affinità di genere. Non ha particolare rilevanza nella storia, ma gioca sempre un ruolo secondario al fianco di Paul.
Paul Morel
protagonista della vicenda e figlio prediletto di Gertrude. Dimostra una forte sensibilità e un'affinità alle arti, in particolare alla pittura. Nel corso della vicenda, dopo la morte del fratello William, prenderà il posto di capofamiglia sia al fratello che al padre, sostituendolo sia economicamente che come perno emotivo del nucleo familiare. Durante la storia legherà profondamente con Miriam, con la quale svilupperà un bizzarro e contorto rapporto amoroso spesso ostacolato dal semplice pensiero della madre, che domina nella mente del figlio come matriarca assoluta.
Arthur Morel
ultimo figlio della famiglia; discolo e vivace, è presentato come la pecora nera della famiglia. Più avanti nella storia finirà per errore nell'esercito.
Miriam Leivers
ragazza di campagna figlia dei Leivers, vicini dei Morel. Sarà nel corso della storia la principale compagna amorosa del giovane Paul. Di stampo cristiano e di indole timida e titubante, Miriam si rivelerà una compagna interessante per Paul in quanto il suo bizzarro rapporto con la sessualità, repressa a causa delle sue caratteristiche, che la porterà spesso a reprimere i suoi sentimenti e istinti. Sarà aspramente criticata dalla madre di Paul per gelosia, nel tentativo della donna di preservare la totale egemonia sul figlio.
Gertrude Coppard
conosciuta come Mrs.Morel in seguito al suo matrimonio con Walter, è una donna di origini borghesi che preserverà i modi altolocati e la sensibilità alle arti, che passerà a suo figlio Paul. Fiera e orgogliosa dei suoi figli, manterrà la propria integrità e autonomia contro i soprusi del marito, trovando conforto emotivo nei suoi figli maschi. La sua acuta intelligenza le permetterà di gestire con cura lo spirito acuto e affilato di Paul, guidandolo più volte nelle scelte sia come compagna che come madre e assistendolo nei suoi successi artistici. Alla sua morte, il buco lasciato dalla sua assenza sarà più che sentito dai figli Annie e Paul, che tuttavia troveranno finalmente modo di decollare con le loro vite.
Clara Dawes
seconda amante di Paul conosciuta durante il suo lavoro in fabbrica, e utilizzata dal protagonista inizialmente come distrazione e alternativa a Miriam. Punto comune dei loro discorsi sarà il rapporto che Clara aveva con l'ex-marito Baxter.

## Edizioni
- (EN) Brian Finney, D.H. Lawrence, Sons and lovers, Penguin Books, 1990.
- (EN) D. H. Lawrence, Sons and Lovers, a cura di Helen Baron e Carl Baron, Cambridge University Press, 1992  [1913], ISBN 0-521-24276-2.
- (EN) D. H. Lawrence, Michael H. Black, Lawrence: Sons and Lovers, a cura di Michael Black, J. P. Stern, Cambridge University Press, 1992, ISBN 978-0-521-36924-4.
- (EN) D. H. Lawrence, Paul Morel, a cura di Helen Baron, Cambridge University Press, 2003  [1911], ISBN 0-521-56009-8.
«An early manuscript version of Sons and Lovers»

### Edizioni italiane
- Figli e amanti, traduzione di Alessandra Scalero, Milano, Corbaccio, 1933.
- Figli e amanti, traduzione di Italo Toscani, Roma, De Carlo, 1945.
- Figli e amanti, traduzione di Franca Cancogni, Torino, Einaudi, 1948, 1965, 1976; Mondadori, 1970; Orpheus Libri, 1971; De Agostini, 1986-1988.
- Figli e amanti, traduzione di Ugo Dèttore, Collana BUR, Milano, Rizzoli, 1954; Introduzione di Elio Chinol, BUR-Rizzoli, 1980.
- Figli e amanti, traduzione di Paola Francioli, Milano, Garzanti, 1968; Introduzione di Piero Gelli, Garzanti, 2003.
- Figli e amanti, traduzione di Emanuela Gatti, Sesto San Giovanni, Peruzzo, 1985.
- Figli e amanti, traduzione di Elena Grillo, introduzione di Tommaso Pisanti, prima traduzione integrale italiana, Roma, Newton Compton, 1993.
- Figli e amanti, traduzione di Maria Antonietta Chiesa (parziale), edizione audio letta da Giuliana Lojodice, Novara, De Agostini, 1994.
- Figli e amanti, Introduzione di Giovanni Cianci, Nuova edizione integrale sulla traduzione di Franca Cancogni, versione integrata per le parti mancanti da Stefania Michelucci, Torino, Einaudi, 2003.

## Adattamenti

### Cinema
- Figli e amanti (Sons and Lovers), regia di Jack Cardiff (1960)[3]
- Eine egoistische Liebe, film per la televisione, regia di Wolfgang Liebeneiner (1973)[4]
- Figli e amanti (Sons and Lovers), miniserie TV, regia di Stuart Burge (1981)[5]
- Sons & Lovers, film per la televisione, regia di Stephen Whittaker (2003)[6]